# XBIZ Award for Best Actress - All - Girl Release
L'XBIZ Award for Best Actress - All - Girl Release è un premio pornografico assegnato all'attrice votata come migliore in una scena con solo ragazze dalla XBIZ, l'ente che assegna gli XBIZ Awards, uno dei maggiori premi del settore.
Come per gli altri premi, viene assegnato nel corso di una cerimonia che si svolge a Los Angeles, solitamente nel mese di gennaio, solo tra il 2013 e il 2020, quest'ultimo anno con il nome di "Best Actress - All Girl Movie".

## Vincitrici

### Anni 2010
| Anno | Vincitrice    | Titolo                  |
| ---- | ------------- | ----------------------- |
| 2013 | Sheridan Love | Against Her Will        |
| 2014 | Dani Daniels  | The Vampires Mistress   |
| 2015 | Carter Cruise | Lesbian Vampire Academy |
| 2016 | Penny Pax     | Lesbian Fashonist       |
| 2017 | Dana Vespoli  | Lefty                   |
| 2018 | Brandi Love   | The Candidate           |
| 2019 | Stoya         | Talk Derby To Me        |

### Anni 2020
| Anno | Vincitrice    | Titolo          |
| ---- | ------------- | --------------- |
| 2020 | Kristen Scott | Teenage Lesbian |